# Gudsø Vig
Gudsø Vig er en  lavvandet vig i nordsiden af Kolding Fjord, vest og nordvest for Skærbæk og adskilles fra fjorden af halvøerne Drejens, og  Hovens Odde, adskilt af Eltang Vig. 
I vestenden ud for bebyggelsen Gudsø, løber Gudsø Mølleå ud, og fra nord løber Gudsø Bæk ud i vigen. Gudsø Vig ligger i Fredericia og Kolding Kommuner. I den ydre del af vigen, mellem Skærbækværket og Eltang Vig, ligger de sammenvoksede Kidholme.  Navnet er kendt tilbage  fra 1524 som Gutzwiig, gudens vig. 
Der er store områder med  tagrørssump med afgræssede områder ind imellem, hvor der  vokser en del sjældne planter (bl.a. harrild, strandvejbred, sandkryb, strandasters og rødbrun kogleaks) samt engklaseskærm, liden tusindgylden og samel, ligesom området er hjemsted for et stort antal fuglearter. 
Et område i bunden af vigen blev fredet i 1954 for at friholde udsigten over vigen fra landevejen (rute 161).